# Teinopalpus aureus
Teinopalpus aureus is een vlinder uit de familie van de pages (Papilionidae). De wetenschappelijke naam van de soort is voor het eerst geldig gepubliceerd in 1923 door Rudolf Mell.